# Rio Ijuí
O rio Ijuí é um curso de água do estado do Rio Grande do Sul. A bacia hidrográfica do rio Ijuí passa por 37 municípios com uma população total estimada em 342 mil habitantes.
É um afluente do rio Uruguai, que vai à bacia do rio da Prata e, daí, por sequência, ao oceano Atlântico.